# تام بالیس
تام بالیس (انگلیسی: Tom Baylis؛ زادهٔ ۳ ژانویهٔ ۱۹۹۶) دوچرخه‌سوار اهل بریتانیا است.
از باشگاه‌هایی که در آن بازی کرده‌است می‌توان به تیم دوچرخه‌سواری وان اشاره کرد.